# Municipio de Austin (Illinois)
El municipio de Austin (en inglés: Austin Township) es un municipio ubicado en el condado de Macon en el estado estadounidense de Illinois. En el año 2010 tenía una población de 214 habitantes y una densidad poblacional de 2,24 personas por km².

## Geografía
El municipio de Austin se encuentra ubicado en las coordenadas 40°0′21″N 89°5′12″O / 40.00583, -89.08667. Según la Oficina del Censo de los Estados Unidos, el municipio tiene una superficie total de 95.48 km², de la cual 95,48 km² corresponden a tierra firme y (0 %) 0 km² es agua.

## Demografía
Según el censo de 2010, había 214 personas residiendo en el municipio de Austin. La densidad de población era de 2,24 hab./km². De los 214 habitantes, el municipio de Austin estaba compuesto por el 96,26 % blancos, el 0,93 % eran afroamericanos, el 0,93 % eran amerindios y el 1,87 % eran de una mezcla de razas. Del total de la población el 0,47 % eran hispanos o latinos de cualquier raza.